# المديرية العامة للضرائب (المغرب)
المديرية العامة للضرائب (DGI) هي مؤسسة عمومية تابعة لوزارة الاقتصاد والمالية وإصلاح الإدارة، وهي مسؤولة عن فرض وتحصيل ضرائب الدولة، والتأكد من الامتثال لقانون الضرائب ومكافحة التهريب، وتوفير خبرة ضريبية للحكومة، خاصة في إعداد قوانين المالية والتفاوض بشأن إتفاقيات الإزدواج الضريبي مع الدول الأجنبية.

## تاريخ
- في 1 يناير 2016، قامت المديرية العامة للضرائب بإعفاء الملزمين الخاضعين للضريبة من الإدلاء بالإقرار السنوي بمجموع الدخل، والذين يستوفون الشروط التالية: أن يتوفروا فقط على دخل مهني محدد حسب نظام الربح الجزافي، أن تكون الضريبة على الدخل مفروضة وفق الربح الأدنى، وأن يقل أو يساوي مبلغ الضريبة الأصلية المتعلقة بهذا الربح 5000 درهم.[2]

- في يناير 2018، أعلنت المديرية العامة للضرائب عن إلغاء تمبر 20 درهم.[3]

- في 1 يناير 2019، أعلنت المديرية العامة للضرائب عن رقمنة التمبر الخاص بجواز السفر المغربي، وذلك من خلال تمكين المواطنين من إمكانية أداء واجبات التمبر بواسطة البطاقة البنكية عبر بوابة المديرية العامة للضرائب أو لدى الوكالات البنكية أو وكالات مقدمي خدمات الأداء الشريكة، ثم بعد ذلك سيتوصل المواطنون برسالة نصية تحمل تمبر إلكتروني متكون من 16 رقم، يمكن إستخدامه في ملئ إستمارة طلب الحصول على جواز السفر.[4]

- في يوليوز 2019، أطلقت المديرية العامة للضرائب تطبيق ضريبتي لفائدة الملزمين بدفع الضرائب، ويتيح هذا التطبيق للعموم عدة وظائف، منها أداء الضرائب، وشراء الطوابع الضريبية، والحصول على نسخة من شهادة أداء واجب الضريبة الخصوصية السنوية على المركبات.[5]
- في 10 يوليوز 2024 : أعلنت المديرية العامة للضرائب مؤخراً عن إعادة إطلاق مشروع الفوترة الإلكترونية الذي تم إدخاله منذ عدة سنوات في قانون الضرائب العام. ومع التنفيذ التدريجي، سيتعين على الشركات المغربية التكيف بسرعة مع هذا الإطار الجديد. وتهدف هذه المبادرة إلى تحديث النظام الضريبي المغربي من خلال تعزيز الشفافية وتحسين كفاءة العمليات الإدارية. بالنسبة للشركات، يمثل هذا فرصة لتحسين إدارة معاملاتها مع الالتزام بالمتطلبات التنظيمية الجديدة. ومن خلال هذه الخطوة الجيدة من طرف المديرية العامة للضرائب، يمكن للشركات المغربية الاستفادة من هذا التطور لتحسين أدائها ووضع نفسها بشكل مفيد في بيئة اقتصادية رقمية بشكل متزايد.[6]

## الهيكل التنظيمي

### الهيكل التنظيمي المركزي
يتكون الهيكل التنظيمي المركزي للمديرية العامة للضرائب من 5 مديريات، وهي:
- مديرية التبسيط والنظام المعلوماتي والإستراتيجية
- مديرية الموارد والتدقيق
- مديرية المراقبة
- مديرية تنشيط الشبكة
- مديرية التشريع والدراسات والتعاون الدولي

### الهيكل التنظيمي الجهوي
على المستوى الجهوي، تتوفر المديرية العامة للضرائب على 8 مديريات جهوية للضرائب في المدن التالية: أكادير، مراكش، بني ملال، الدار البيضاء، فاس، وجدة، الرباط، طنجة.

## المهام
تتحدد مهام المديرية العامة للضرائب في:
- تقديم أي اقتراح وإنجاز أية دراسة من شأنها توضيح الاختيارات الاستراتيجية للوزير في مجال السياسة الجبائية
- دراسة وإعداد مشاريع النصوص التشريعية والتنظيمية ذات الطابع الجبائي
- دراسة وإعداد مشاريع الاتفاقيات الجبائية المبرمة بين المملكة المغربية والدول الأجنبية والتفاوض بشأنها والسهر على تطبيق التشريع المتعلق بها
- ربط العلاقات مع المنظمات الدولية في المجال الضريبي
- دراسة وإعداد ونشر المذكرات الدورية التطبيقية المتعلقة بالنصوص التشريعية والتنظيمية ذات الطابع الجبائي
- دراسة الأسئلة و الاستفسارات المتعلقة بتأويل المقتضيات الجبائية
- تلقي ودراسة شكايات الملزمين المتعلقة بالمنازعات الضريبية أو بطلب تخفيضها أو الإعفاء منها على وجه الاستعطاف وإصدار قرارات بشأن تخفيض الضرائب أو إلغائها أو وقف المطالبة بقوائم الضرائب التي تعذر استخلاصها
- متابعة المنازعات الضريبية أمام اللجان المحلية لتقدير الضريبة واللجنة الوطنية للنظر في الطعون الجبائية
- متابعة المنازعات الجبائية أمام المحاكم
- إحصاء وتحديد الوعاء الضريبي، وتلقي تصاريح الملزمين، ووضع وإصدار الضرائب والجبايات التي تتكلف بتحصيلها
- تدبير العمليات المتعلقة بالتنبر والضريبة على السيارات (الفنييت) وسائر القيم الصادرة في المجال الضريبي
- تحصيل الرسوم والضرائب الداخلة في اختصاص المديرية العامة للضرائب وحيسبتها
- مراقبة المادة الضريبية وإعداد الوسائل الوقائية لمحاربة الغش الضريبي
- القيام بالمراجعات الضريبية والدراسات والمونوغرافيات المتعلقة بالأنشطة الاقتصادية الخاضعة للضريبة، ووضع برامج لهذا الغرض
- وضع وتدبير نظام المعلومات بانسجام مع سياسة تدبير الموارد والمعلومات الموضوعة من طرف الوزارة
- تدبير الموارد البشرية والمعدات والإعتمادات المالية المرتبطة بإدارة الضرائب

## الموارد البشرية
تتوفر المديرية العامة للضرائب على إجمالي من 4902 إطارا وعونا تتوزع بين المصالح المركزية والخارجية، بمعدل تأطير يصل إلى % 50 ومعدل تمثيل نسوي يصل إلى % 35.